# Rodzinna dysautonomia

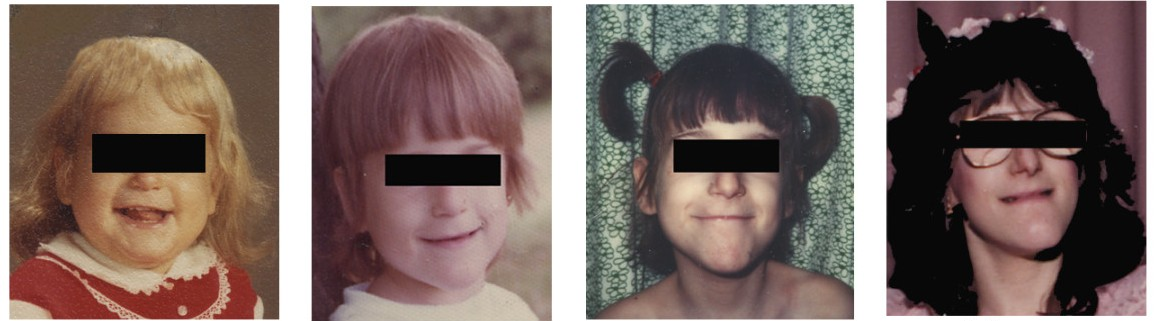
Pacjentka z FD w wieku 1 roku, 6, 10 i 19 lat.

Rodzinna dysautonomia (zespół Rileya-Daya, ang. familial dysautonomia, FD, Riley-Day syndrome) – uwarunkowana genetycznie choroba należąca do grupy dziedzicznych neuropatii czuciowych i autonomicznych (HSAN), zakwalifikowana jako typ III HSAN. Choroba wiąże się z mutacjami w genie IKBKAP w locus 9q31. Dziedziczenie jest autosomalne recesywne, a allel warunkujący chorobę spotykany jest niemal wyłącznie u Żydów Aszkenazyjskich. Jednostkę chorobową opisali jako pierwsi Riley i Day w 1949 roku.